# Ion Gheorghe
Ion Gheorghe, né le 8 octobre 1999 à Bucarest en Roumanie, est un footballeur roumain qui évolue au poste d'ailier droit au Gloria Buzău.

## Biographie

### Dinamo Bucarest
Né à Bucarest, Ion Gheorghe est formé par l'un des clubs de la capitale roumaine, le Dinamo Bucarest. Il joue son premier match en professionnel le 24 septembre 2017 face au Steaua Bucarest, contre qui son équipe s'incline (1-0). N'ayant pas vraiment sa chance au Dinamo, Gheorghe ne joue que quatre matchs avec l'équipe première.

### FC Voluntari
Le 29 août 2018 il s'engage en faveur du FC Voluntari. Il joue son premier match sous ses nouvelles couleurs dès le 1er septembre suivant, face à l'Astra Giurgiu (0-0).
Il s'impose comme un titulaire au FC Voluntari et inscrit son premier but en professionnel le 3 novembre 2019, contre le FC Botoșani en championnat. Son équipe s'incline toutefois par deux buts à un.
Lors de l'été 2020, le Dinamo Bucarest souhaite le récupérer mais le joueur ferme la porte à un retour dans le club de ses débuts.

### Sepsi OSK
Lors de l'été 2022, Ion Gheorghe rejoint le Sepsi OSK. Le transfert est annoncé dès le 20 mai 2022 et il s'engage pour un contrat courant jusqu'en juin 2025.

### En sélection
Lors de l'été 2021, Ion Gheorghe est retenu avec l'équipe de Roumanie olympique pour participer aux Jeux olympiques d'été de 2020.